# St. Hubertus (Stadtkyll-Niederkyll)

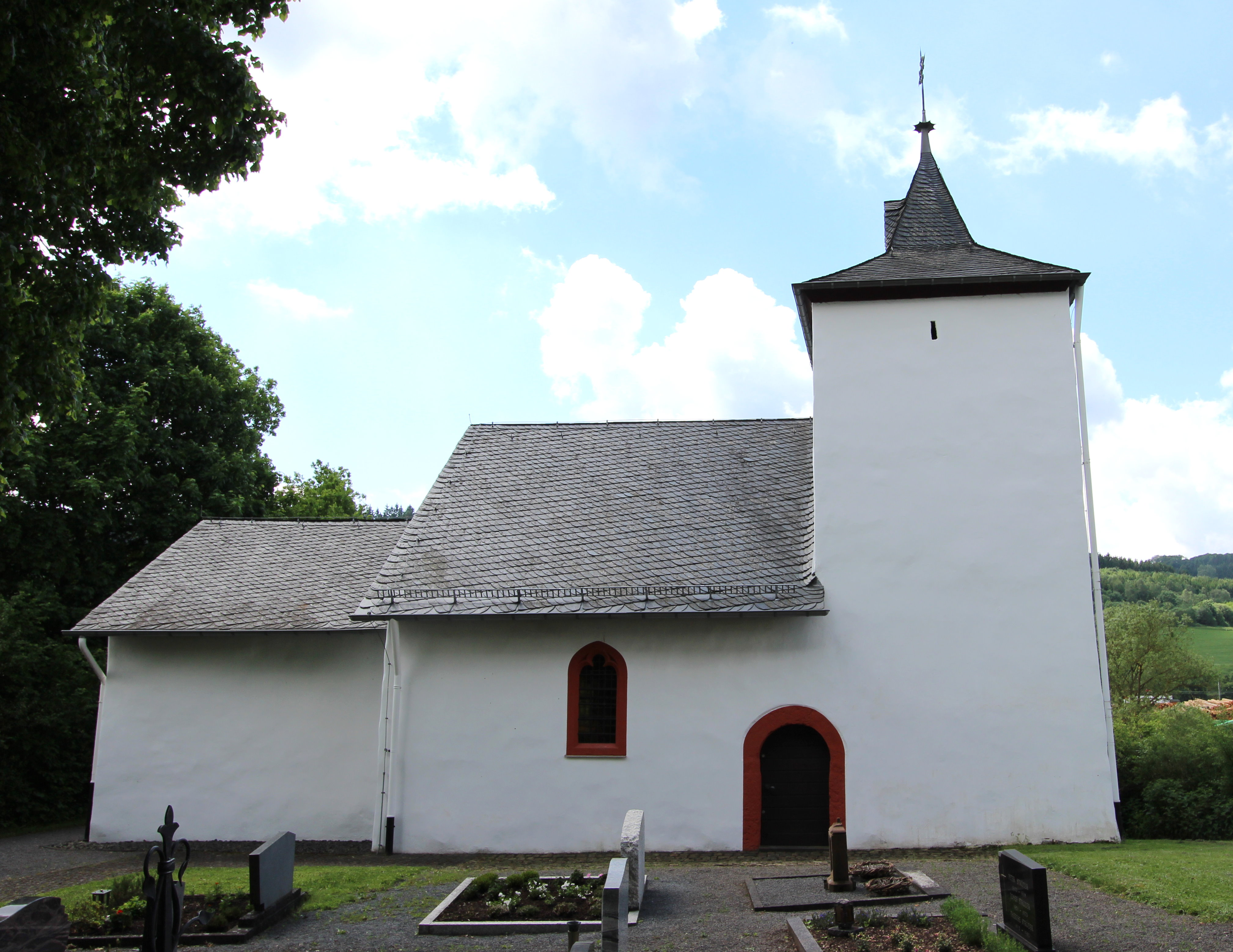
St. Hubertus (Stadtkyll-Niederkyll)

Die Kirche St. Hubertus ist eine römisch-katholische Kapelle in Stadtkyll-Niederkyll im Landkreis Vulkaneifel in Rheinland-Pfalz. Die Kapelle ist Filialkirche der Pfarrgemeinde St. Josef.

## Geschichte
Die malerisch auf einer Anhöhe gelegene Kapelle stammt aus der Zeit um 1600. Die Vorgängerkirche war bis 1508 Pfarrkirche von Stadtkyll. Das Kirchenschiff misst 7 × 6 Meter, der Chor (mit abgesetztem Dach, Kreuzgewölbe und Spitzbogenfenstern) 4,5 × 4,5 Meter. Die Kirche gehört zum Typ der Einstützenkirchen, denn die flache Decke des Langhauses ruht auf einem einzigen achteckigen Holzpfeiler. Seit 1753 ist die Kapelle Hubertus von Lüttich geweiht.

## Ausstattung

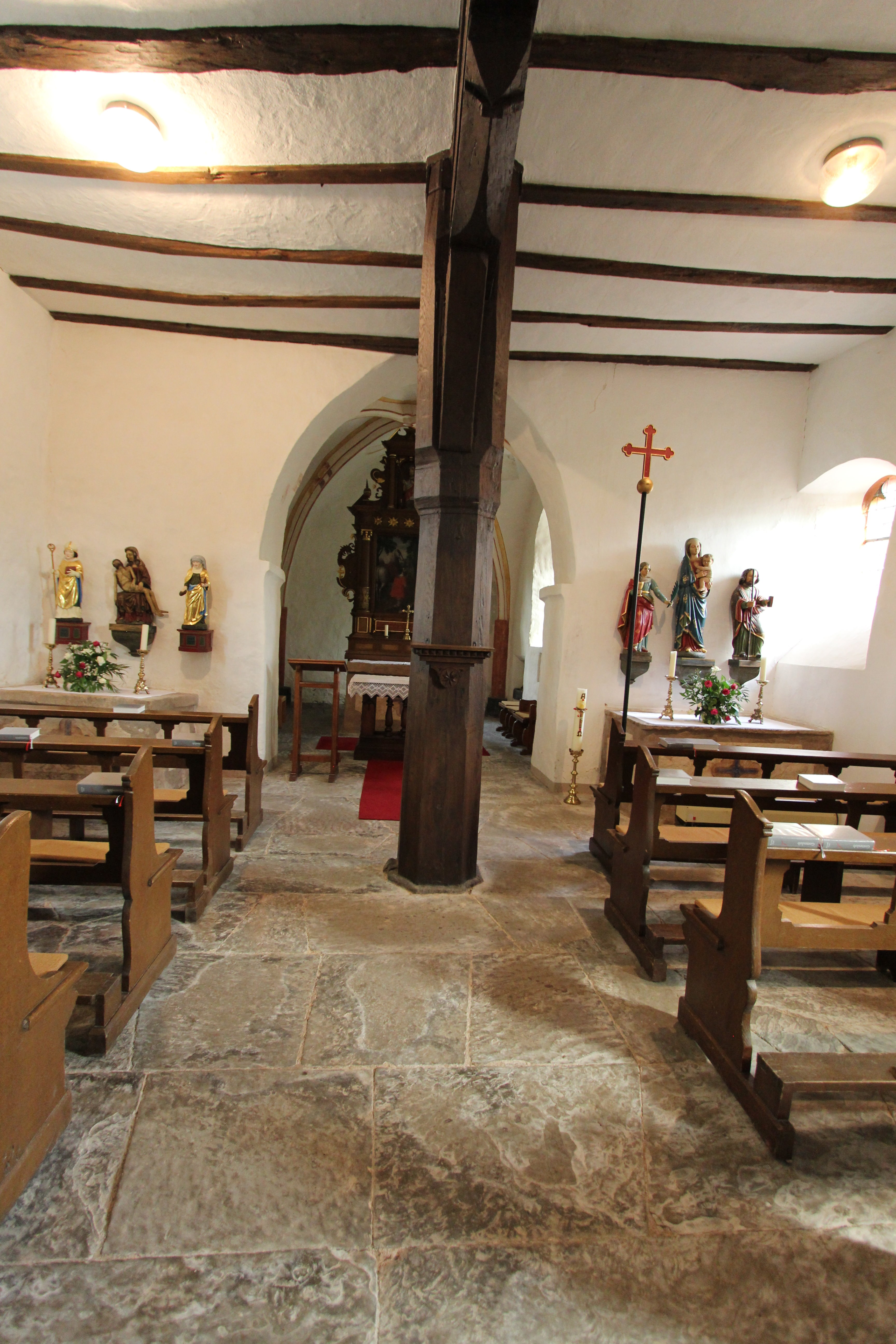
St. Hubertus (Stadtkyll-Niederkyll)

Der Hochaltar ist ein hölzerner Säulenbau von 1755, auf dessen Ölgemälde St. Hubertus vor einem Hirsch niederkniet, über dessen Geweih ein Kreuz im Strahlenkranz schwebt. Auf den Seitenaltären sind die heiligen Erasmus und Elisabeth (16. Jahrhundert, links) sowie Isidor und Barbara (18. Jahrhundert, rechts) in Holzfiguren dargestellt. Im Chor ist eine römische Spolie eingemauert. Es handelt sich um einen Sandstein, der Kopf und Brust einer männlichen Person darstellt.